# Marcello Avallone
Pour les articles homonymes, voir Avallone.
Marcello Avallone, né le 26 août 1938 à Rome (Latium), est un réalisateur et scénariste italien.

## Biographie
Marcello Avallone entre dans le monde du cinéma en 1957 comme assistant réalisateur sur le tournage de Pauvres mais beaux de Dino Risi, dans lequel il joue également un petit rôle.
Dans les années 1960, il réalise pour la Rai un documentaire sur le ferrage des chevaux de course. Il est ensuite sollicité par le producteur Luciano Martino pour réaliser un documentaire mondo intitulé L'Autre Face du péché (1969). Il réalise des films érotiques dans les années 1970, puis passe au genre horrifique dans les années 1980 avec les films Spectre et Maya.
Au cours de sa carrière, Avallone a également réalisé des clips musicaux, des publicités et des documentaires sur divers sujets, ainsi que des reportages télévisés.

## Filmographie

### Réalisateur
longs-métrages
- 1968 : L'Autre Face du péché (L'altra faccia del peccato) — documentaire mondo
- 1971 : Un gioco per Eveline
- 1978 : Cugine mie (it)
- 1987 : Spectre (Spettri)
- 1989 : Maya
- 1990 : Panama Sugar (it)
- 1996 : Vie consolari romane
- 1997 : Ultimo taglio
- 1999 : Indizio fatale — téléfilm
- 2001 : Nessuno paura — téléfilm

vidéoclips
- 1981 : Due ragazzi, de Ron
- 1981 : Sulla Terra sulla Luna, de Teresa De Sio
- 1981 : Vieni ragazzo, de Gianna Nannini
- 1982 : Chi ha paura della notte?, de la Premiata Forneria Marconi
- 1984 : Capitani coraggiosi, de la Premiata Forneria Marconi

### Acteur
- 1957 : Pauvres mais beaux (Poveri ma belli) de Dino Risi